# Itami Jun
Pour les articles homonymes, voir Jun.
Itami Jun (伊丹潤) est un architecte coréano-japonais connu pour son travail au Japon et en Corée du Sud.
Il est diplômé de la Tokyo City University (à l'époque Musashi Institute of Technology).
Il fait l'objet d'un documentaire en 2019, The Sea of Itami Jun de Jung Da-woon.

## Distinctions
- 2001 : Prix de l'Institut coréen d'architecture
- 2006 : Prix Kim Swoo-geun
- 2008 : Prix de l'architecture de Corée - Prix d'excellence

## Réalisations

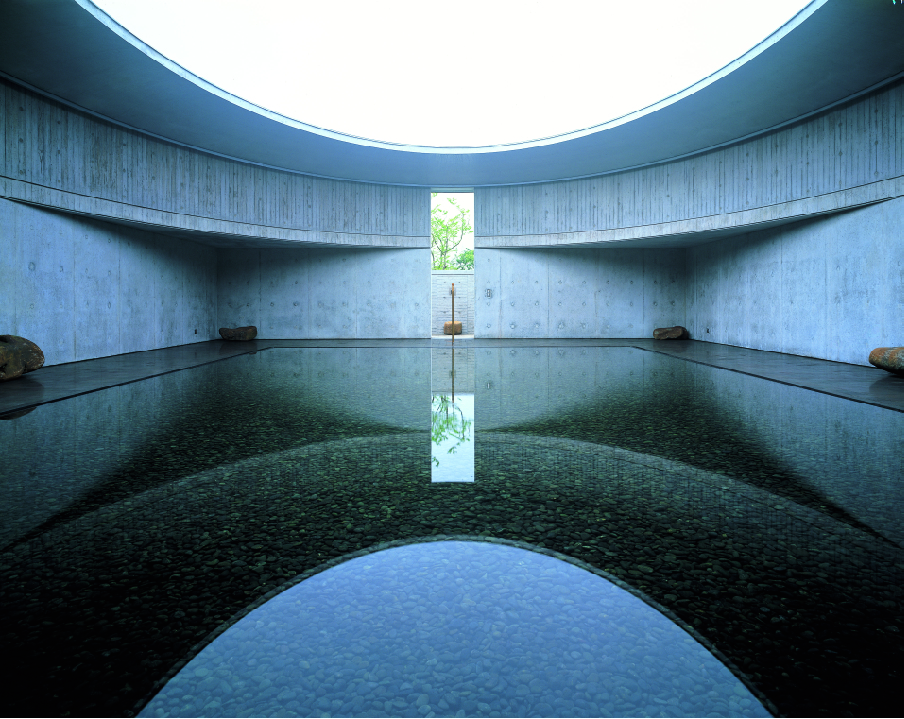
Three Art Museum - Water
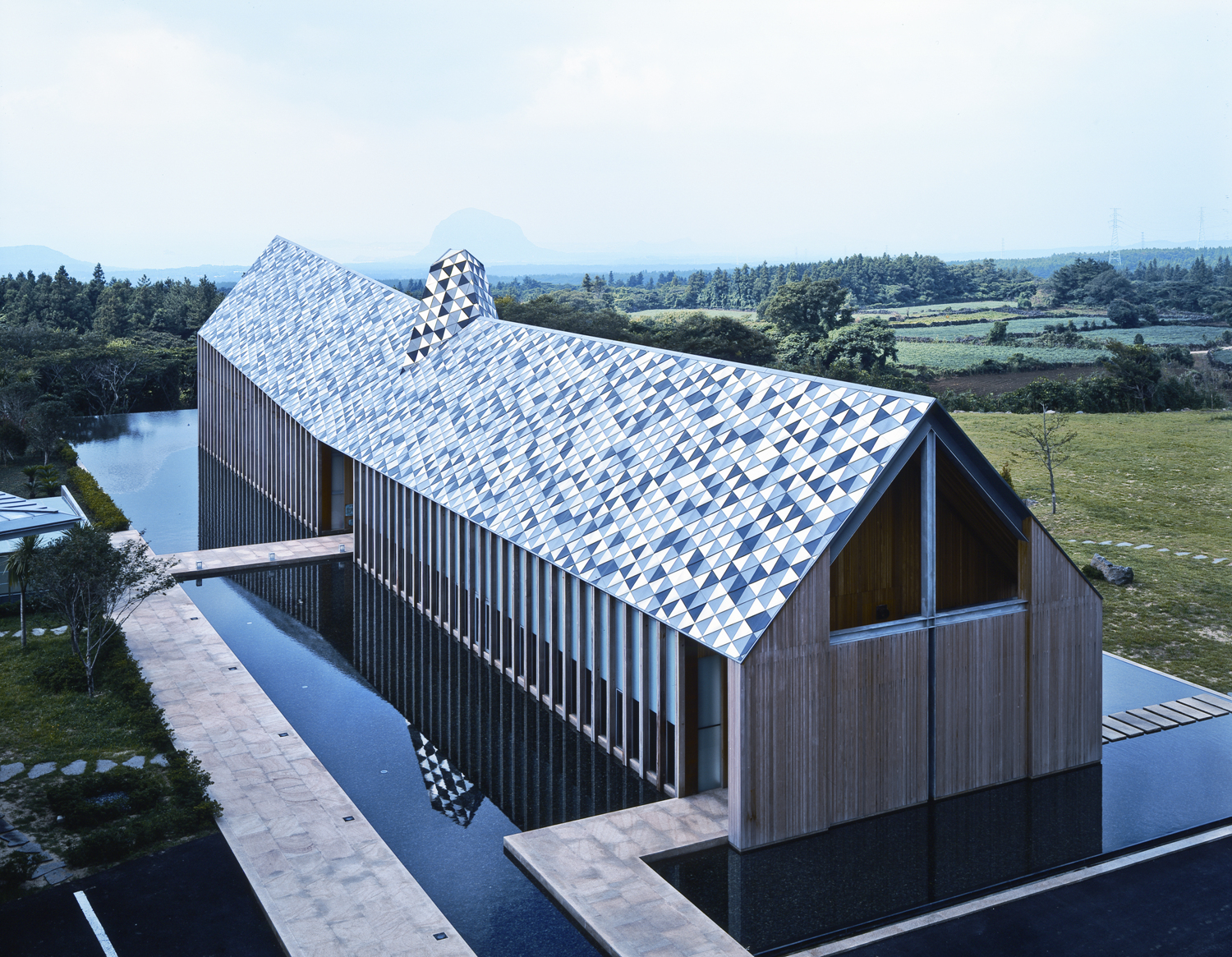
Three Art Museum - Wind
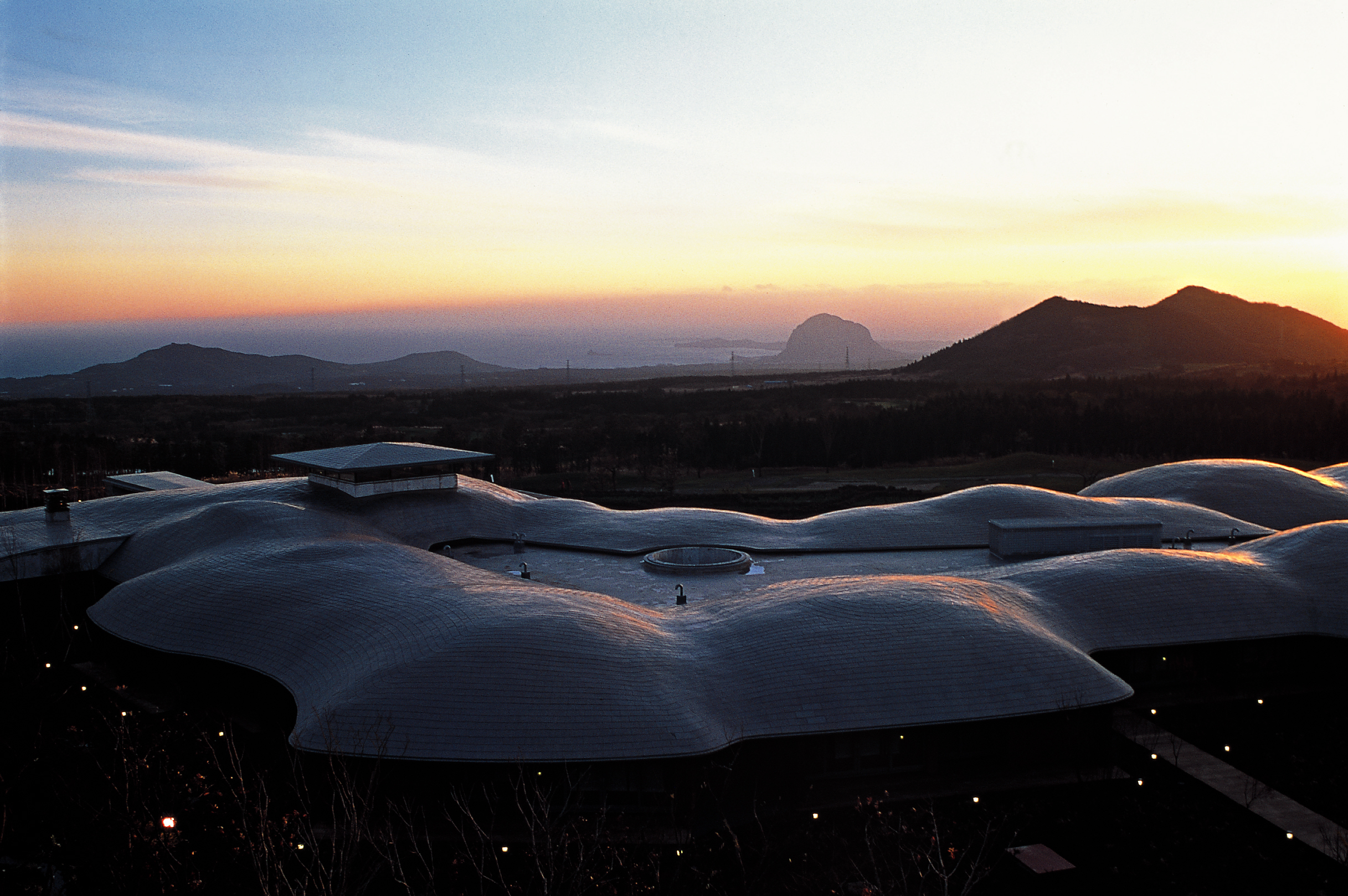
Guest House PODO Hotel